# Escut de Balsareny
L'escut oficial de Balsareny té el següent blasonament:
Escut caironat: d'argent, un riu d'atzur en forma de cinta ondada sostenint un mont de sable somat d'un castell obert de sinople, i acompanyat d'un lleó de gules coronat a l'antiga d'or i armat de sable a cada costat. Per timbre una corona de baró.

## Història
Va ser aprovat el 21 d'abril de 1983 i publicat al DOGC núm. 331 del 25 de maig del mateix any.
S'hi veu el castell de Balsareny, damunt d'un turó vora el Llobregat. El poble fou el centre d'una baronia, adquirida el 1281 per Ramon de Peguera (les armes dels Peguera, un lleó coronat de gules damunt camper d'argent, apareixen a banda i banda del castell).